# Grandjean (Charente-Maritime)
Pour les articles homonymes, voir Grandjean.
Grandjean est une commune du Sud-Ouest de la France située dans le département de la Charente-Maritime (région Nouvelle-Aquitaine).
Ses habitants sont appelés les Grandjeannais et les Grandjeannaises.

## Géographie

### Communes limitrophes
| Taillant       | Fenioux   | Mazeray                       |
| Saint-Savinien | Grandjean |                               |
| Taillebourg    |           | Saint-Hilaire-de-Villefranche |

## Urbanisme

### Typologie
Au 1er janvier 2024, Grandjean est catégorisée commune rurale à habitat dispersé, selon la nouvelle grille communale de densité à 7 niveaux définie par l'Insee en 2022.
Elle est située hors unité urbaine. Par ailleurs la commune fait partie de l'aire d'attraction de Saint-Jean-d'Angély, dont elle est une commune de la couronne,. Cette aire, qui regroupe 37 communes, est catégorisée dans les aires de moins de 50 000 habitants,.

### Occupation des sols
L'occupation des sols de la commune, telle qu'elle ressort de la base de données européenne d’occupation biophysique des sols Corine Land Cover (CLC), est marquée par l'importance des territoires agricoles (50,5 % en 2018), en augmentation par rapport à 1990 (45 %). La répartition détaillée en 2018 est la suivante : 
forêts (49,5 %), terres arables (26,6 %), zones agricoles hétérogènes (23,2 %), prairies (0,6 %). L'évolution de l’occupation des sols de la commune et de ses infrastructures peut être observée sur les différentes représentations cartographiques du territoire : la carte de Cassini (XVIIIe siècle), la carte d'état-major (1820-1866) et les cartes ou photos aériennes de l'IGN pour la période actuelle (1950 à aujourd'hui).

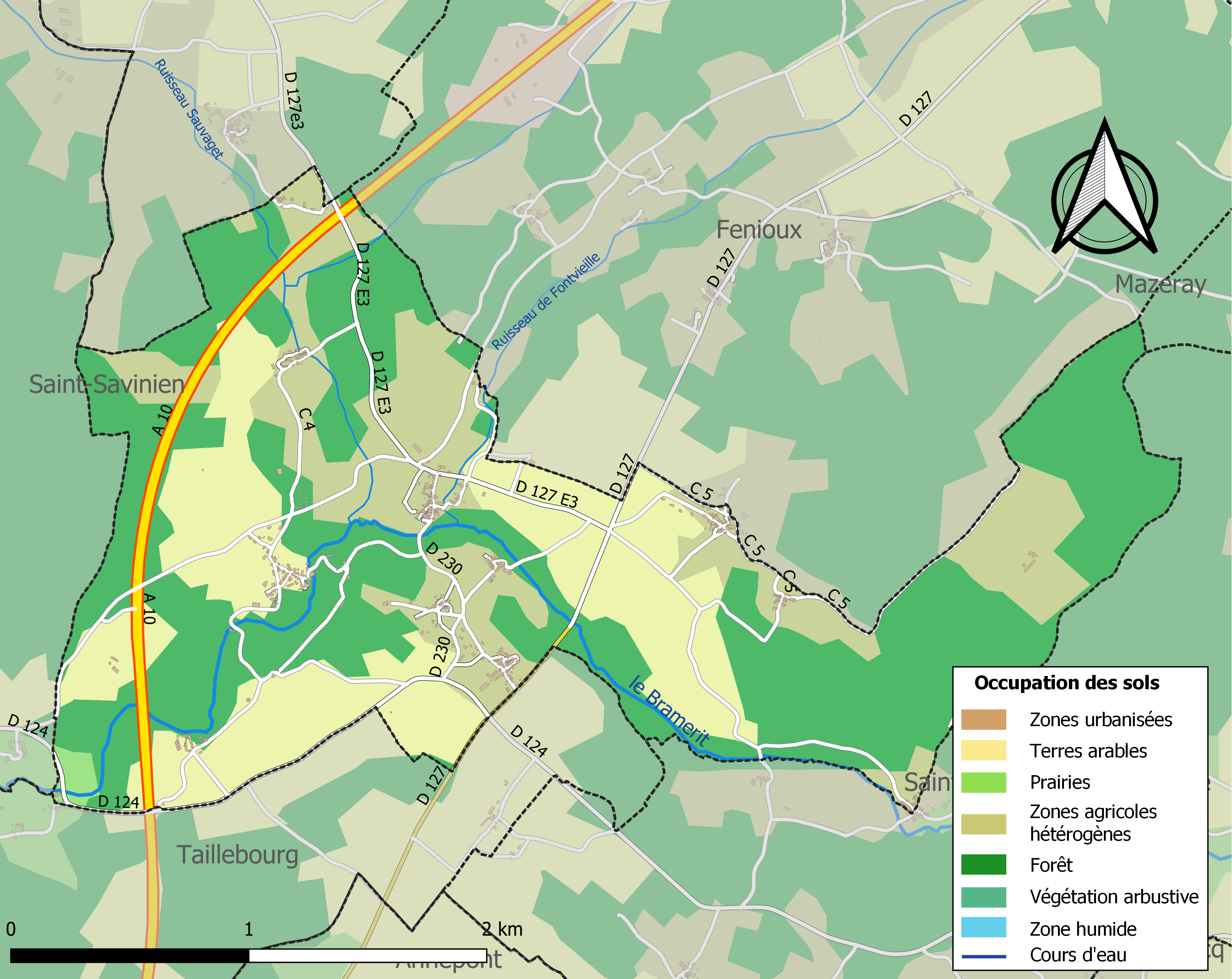
Carte des infrastructures et de l'occupation des sols de la commune en 2018 (CLC).

### Risques majeurs
Le territoire de la commune de Grandjean est vulnérable à différents aléas naturels : météorologiques (tempête, orage, neige, grand froid, canicule ou sécheresse), inondations, mouvements de terrains et séisme (sismicité modérée). Il est également exposé à un risque technologique, le transport de matières dangereuses. Un site publié par le BRGM permet d'évaluer simplement et rapidement les risques d'un bien localisé soit par son adresse soit par le numéro de sa parcelle.

#### Risques naturels
Certaines parties du territoire communal sont susceptibles d’être affectées par le risque d’inondation par débordement de cours d'eau, notamment le Bramerit. La commune a été reconnue en état de catastrophe naturelle au titre des dommages causés par les inondations et coulées de boue survenues en 1982, 1993, 1999 et 2010,.

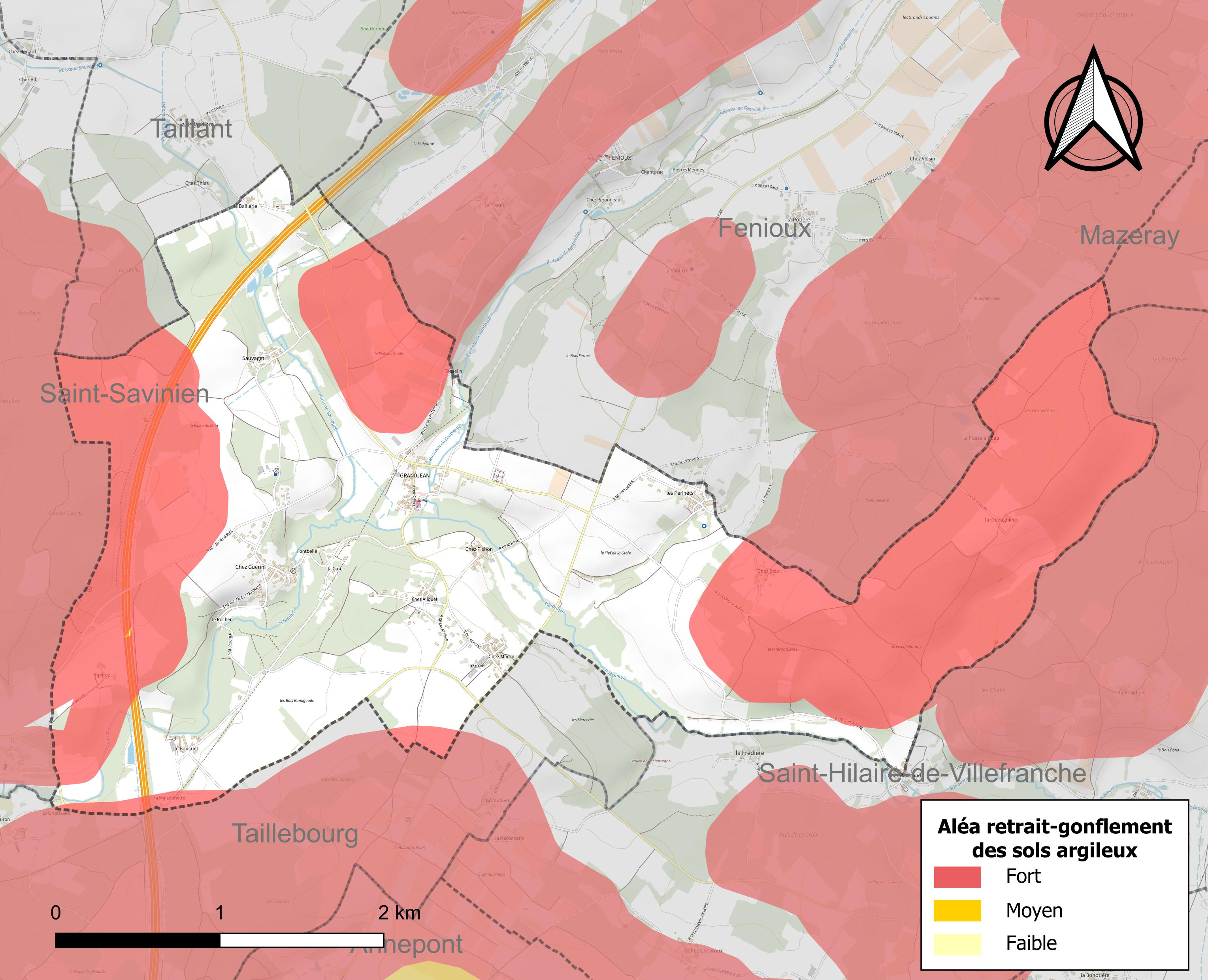
Carte des zones d'aléa retrait-gonflement des sols argileux de Grandjean.

Les mouvements de terrains susceptibles de se produire dans la commune sont des affaissements et effondrements liés aux cavités souterraines (hors mines) et des tassements différentiels. Par ailleurs, afin de mieux appréhender le risque d’affaissement de terrain, l'inventaire national des cavités souterraines permet de localiser celles situées dans la commune.
Le retrait-gonflement des sols argileux est susceptible d'engendrer des dommages importants aux bâtiments en cas d’alternance de périodes de sécheresse et de pluie. 43,5 % de la superficie communale est en aléa moyen ou fort (54,2 % au niveau départemental et 48,5 % au niveau national). Sur les 174 bâtiments dénombrés dans la commune en 2019, 9 sont en aléa moyen ou fort, soit 5 %, à comparer aux 57 % au niveau départemental et 54 % au niveau national. Une cartographie de l'exposition du territoire national au retrait gonflement des sols argileux est disponible sur le site du BRGM,.
Par ailleurs, afin de mieux appréhender le risque d’affaissement de terrain, l'inventaire national des cavités souterraines permet de localiser celles situées dans la commune.
Concernant les mouvements de terrains, la commune a été reconnue en état de catastrophe naturelle au titre des dommages causés par la sécheresse en 2011 et par des mouvements de terrain en 1999 et 2010.

#### Risques technologiques
Le risque de transport de matières dangereuses dans la commune est lié à sa traversée par une ou des infrastructures routières ou ferroviaires importantes ou la présence d'une canalisation de transport d'hydrocarbures. Un accident se produisant sur de telles infrastructures est susceptible d’avoir des effets graves sur les biens, les personnes ou l'environnement, selon la nature du matériau transporté. Des dispositions d’urbanisme peuvent être préconisées en conséquence.

## Toponymie
Les origines du nom Grandjean sont probablement issues de l'époque gallo-romaine. Ce site devait être désigné par la locution latine Magna Gente pouvant être traduit par "Grande lignée". Les latins appelaient en effet Gens ou Gente, un groupe de famille dont les chefs provenaient d'un même ancêtre commun. Plus tard, lors de la francisation du village, si le terme "Magna" a bien été transformé en "Grand", le terme "Gente" lui est resté. En 1445, on retrouve l'orthographe Grandjent qui succède ensuite à Grand-Gent au cours du XIIIe siècle puis Grandgent lors du siècle suivant. Ce n'est que récemment que Grandjean apparaît écrit de cette manière dans les textes officiels.

## Histoire
Des traces de vie sont avérées dès l'époque paléolithique dans la commune. Du mobilier lithique datant du Moustérien a  été mis au jour dans une grotte près du lieu-dit "Chez Guérin". La découverte d'une baignoire de forme rectangulaire atteste l'occupation gallo-romaine du bourg de Grandjean au cours du IIe siècle. Construite de mosaïque blanche et noire, elle aurait été dédiée au dieu gaulois Grannos (dieu associé au culte des sources, équivalent d'Apollon pour les Romains). Des restes de fondations d'une villa gallo-romaine et de ses thermes ont également été mis au jour. L'église de Grandjean date du XIIe siècle mais a été remaniée au XIIIe siècle. De style roman et dédiée à saint Barthélémy, elle fut classée monument historique en 1982.

## Démographie

### Évolution démographique
L'évolution du nombre d'habitants est connue à travers les recensements de la population effectués dans la commune depuis 1793. Pour les communes de moins de 10 000 habitants, une enquête de recensement portant sur toute la population est réalisée tous les cinq ans, les populations de référence des années intermédiaires étant quant à elles estimées par interpolation ou extrapolation. Pour la commune, le premier recensement exhaustif entrant dans le cadre du nouveau dispositif a été réalisé en 2007.

En 2022, la commune comptait 310 habitants, en évolution de +5,8 % par rapport à 2016 (Charente-Maritime : +4,04 %, France hors Mayotte : +2,11 %).
| 1793 | 1800 | 1806 | 1821 | 1831 | 1836 | 1841 | 1846 | 1851 |
| ---- | ---- | ---- | ---- | ---- | ---- | ---- | ---- | ---- |
| 450  | 460  | 484  | 547  | 496  | 544  | 549  | 550  | 517  |

| 1856 | 1861 | 1866 | 1872 | 1876 | 1881 | 1886 | 1891 | 1896 |
| ---- | ---- | ---- | ---- | ---- | ---- | ---- | ---- | ---- |
| 504  | 429  | 429  | 433  | 615  | 469  | 448  | 432  | 439  |

| 1901 | 1906 | 1911 | 1921 | 1926 | 1931 | 1936 | 1946 | 1954 |
| ---- | ---- | ---- | ---- | ---- | ---- | ---- | ---- | ---- |
| 473  | 480  | 499  | 390  | 375  | 339  | 334  | 305  | 291  |

| 1962 | 1968 | 1975 | 1982 | 1990 | 1999 | 2006 | 2007 | 2012 |
| ---- | ---- | ---- | ---- | ---- | ---- | ---- | ---- | ---- |
| 300  | 267  | 240  | 211  | 224  | 232  | 246  | 248  | 269  |

| 2017 | 2022 | - | - | - | - | - | - | - |
| ---- | ---- | - | - | - | - | - | - | - |
| 300  | 310  | - | - | - | - | - | - | - |

## Culture locale et patrimoine

### Lieux et monuments

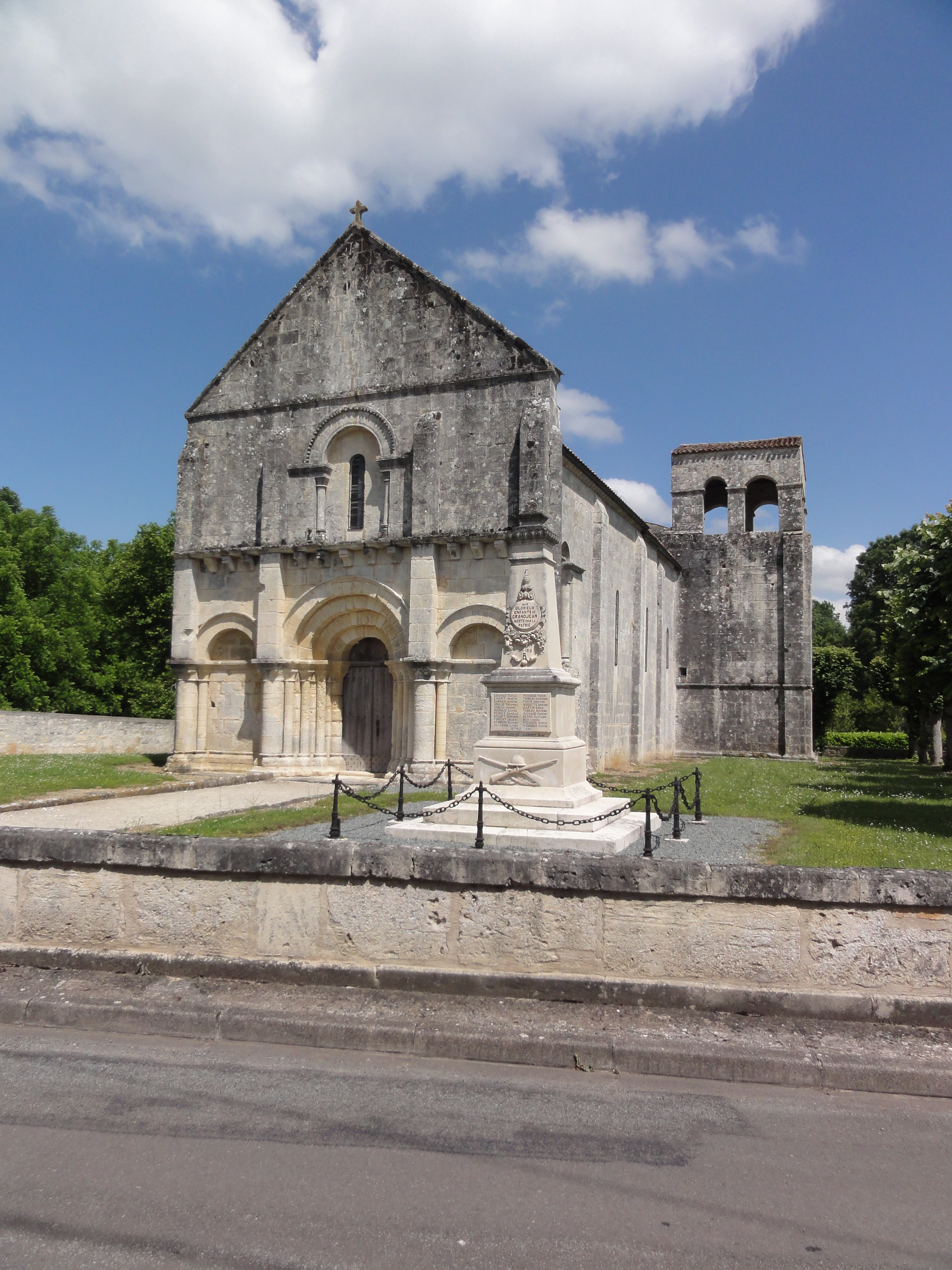
Église Saint-Barthélémy.

Église Saint-Barthélémy, église romane classée monument historique.
Elle semble compter trois, voire quatre campagnes de construction.
Cette église appartient à une famille d'édifices assez répandue en Saintonge, caractérisée par ses petites dimensions aux proportions longues et étroites. Le chevet rectangulaire, scandé de grandes arcatures est remarquable.

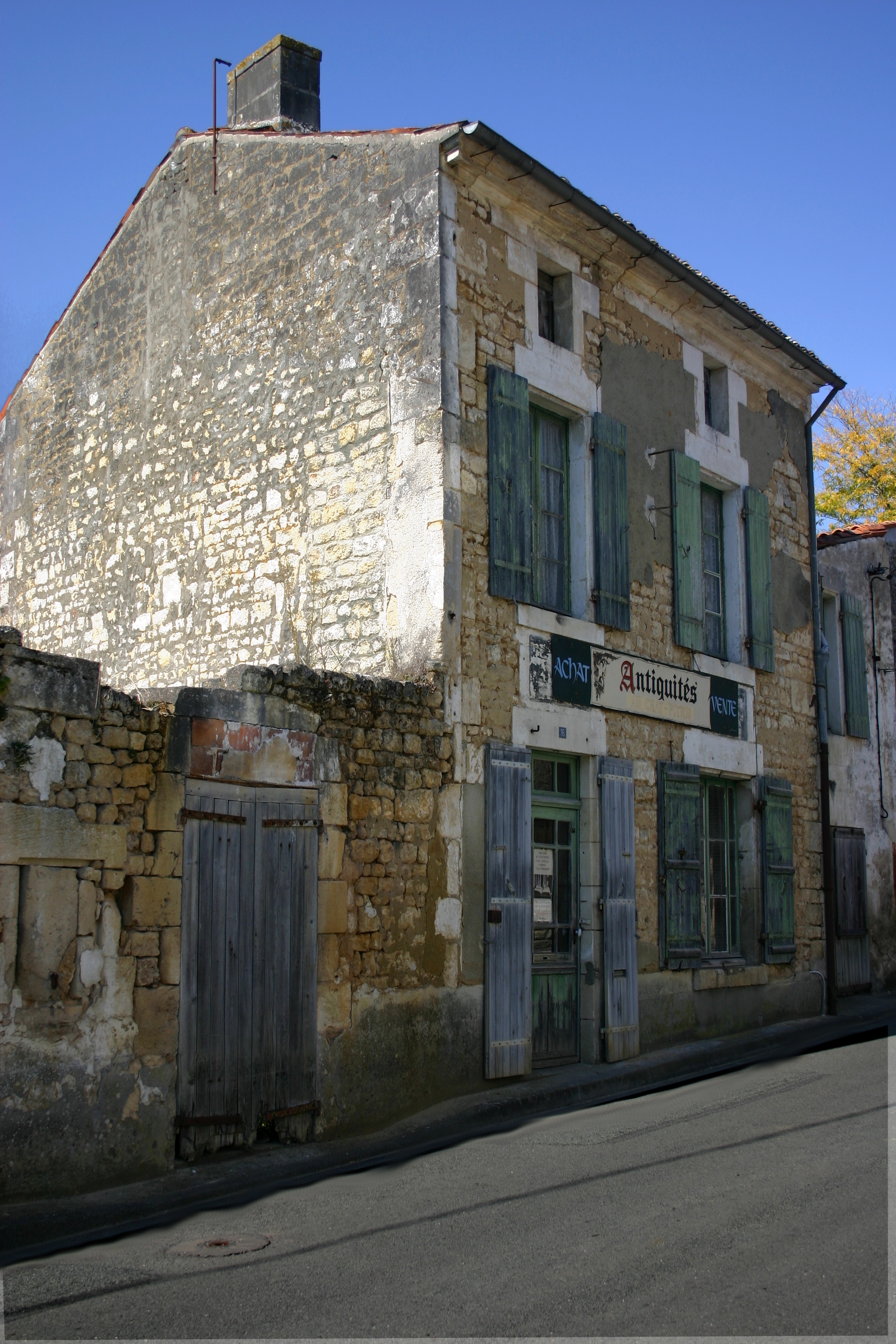
Une maison de la rue principale.
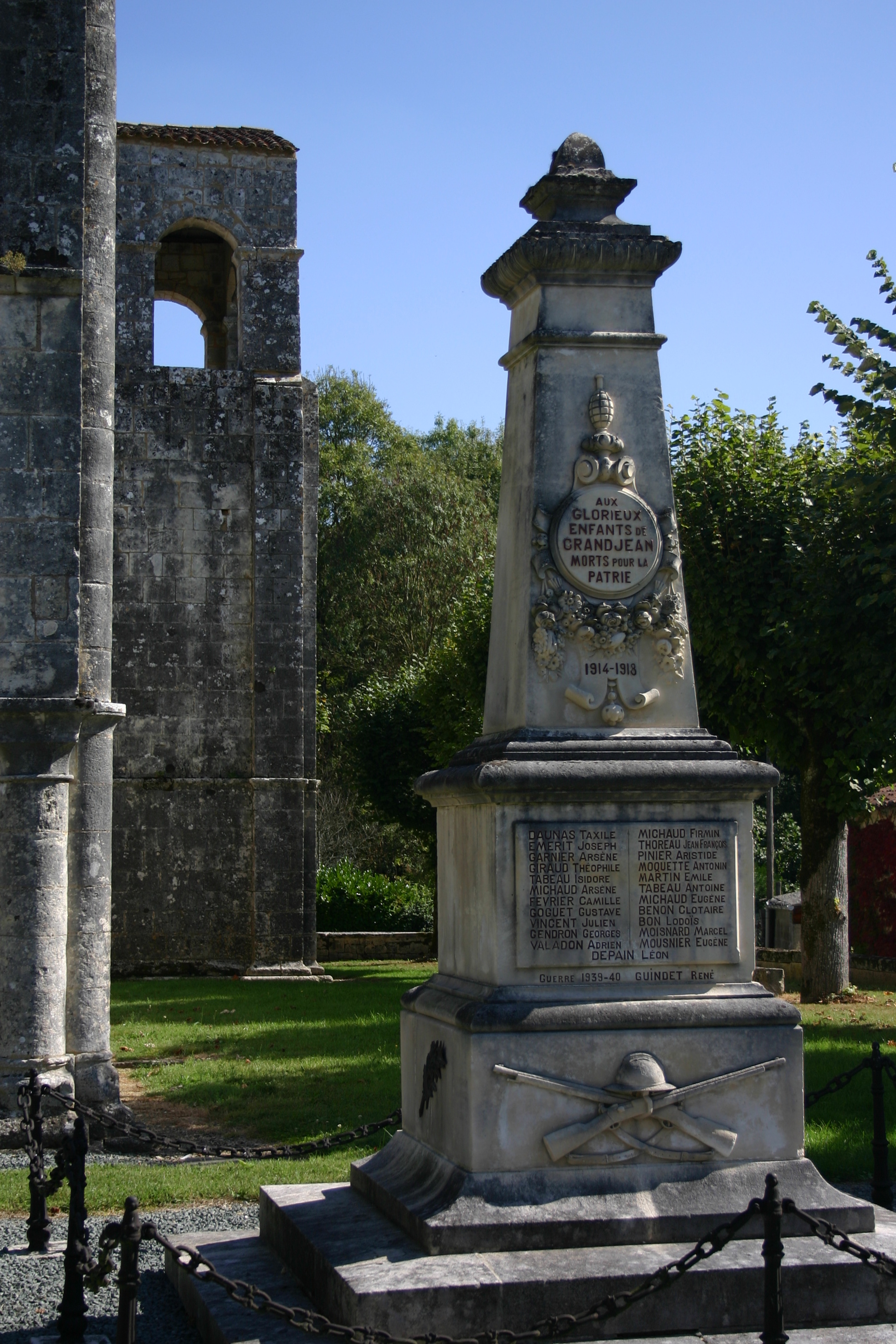
Le monument aux morts.
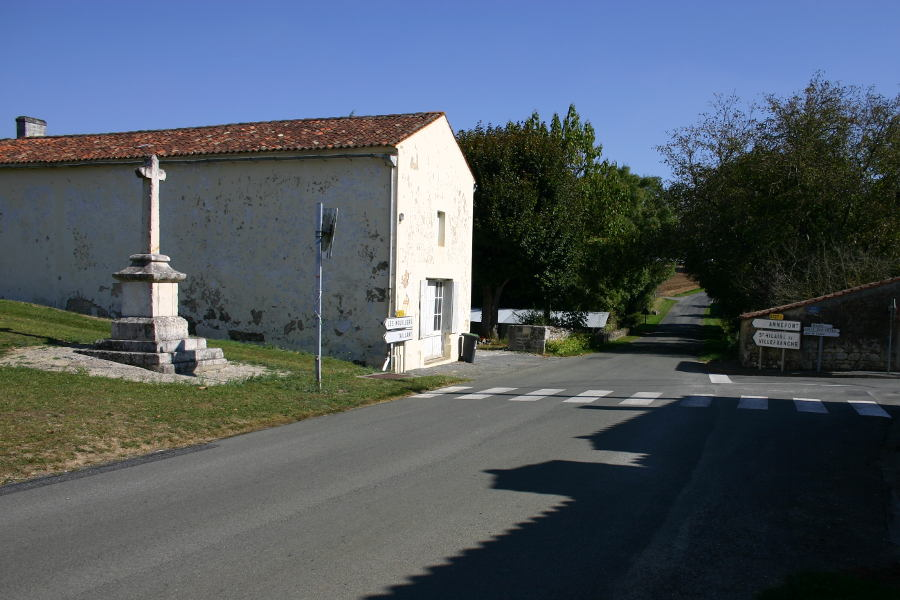
Le carrefour à l'entrée du bourg.
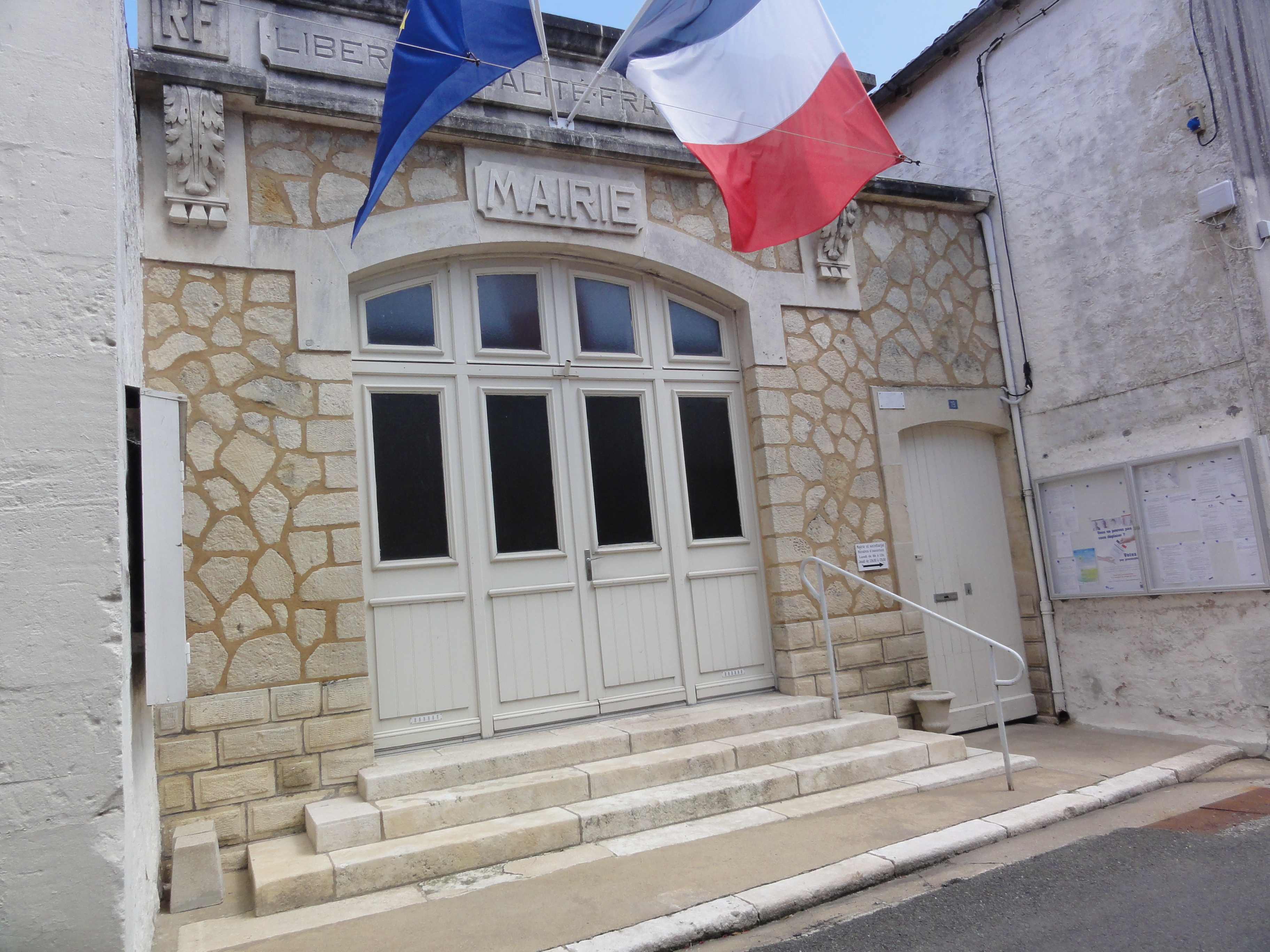
L'entrée de la mairie.

### Patrimoine naturel
La commune de Grandjean bénéficie d'un patrimoine naturel riche. Deux ZNIEFF (Zones Naturelles d'Intérêt Écologique Faunistique et Floristique) sont présentes dans la commune. Elles mettent toutes les deux en avant une flore remarquable se développant sur des contextes géologiques rares pour le département de la Charente-Maritime.
La première ZNIEFF est située à l'est du territoire communal, au niveau du boisement de la Chrétignière. Un cortège d'espèces végétales à affinités sub-montagnardes prospèrent ici du fait de la présence d'un plateau argilo-sableux plus humide que les plateaux calcaires alentour. Cette humidité élevée est due à des dolines d'effondrement dans les couches calcaires sous-jacentes au plateau argilo-sableux (connues dans la région sous le nom de "bazi-sourds"). Les dolines engendrent des phénomènes hydrogéologiques particuliers (infiltrations, résurgences et rétention locale d'eau) permettant le développement d'un microclimat au sein du boisement et lui conférant ainsi une fonction de refuge naturel pour des espèces peu communes en Charente-Maritime.
La seconde ZNIEFF concerne les falaises calcaires dominant la vallée du Bramerit près du lieu-dit "Chez Guérin". Ces affleurements rocheux favorisent le développement d'une association végétale typique du Sud de la France : les forêts sempervirentes à chênes verts (Quercus ilex) et à filaria à feuilles larges (Phillyrea latifolia).
Ces stations exposées sont courantes dans le Sud-Ouest sur une couronne calcaire du Bassin aquitain entre Charentes, Dordogne, Lot... La présence de cet habitat est aujourd’hui considérée comme une relique de l’optimum climatique post-glaciaire de l’Atlantique et du Subboréal (de – 8000 à – 5000 ans BP) où l’on pense que les températures moyennes annuelles étaient supérieures de 2 à 3° aux actuelles. En dehors de la stricte zone péri-méditerranéenne, ce type de formation ne peut se maintenir qu’à la faveur de conditions stationnelles particulières : absence de sol évolué, conditions édaphiques très sèches et ensoleillement important.